# Barrowford
Barrowford è un paese e una parrocchia civile nel quartiere di Pendle nel Lancashire, in Inghilterra. È situato a nord di Nelson, dall'altro lato dell'autostrada M65 e fa parte della conurbazione di Nelson. Comprende anche l'area di Lowerford e a volte è confusa con la vicina Higherford. Secondo il censimento del 2001 aveva una popolazione di 6.039 abitanti.
Barrowford si trova lungo l'autostrada a pedaggio Marsden–Gisburn–Lunga Preston. Uno degli originali caselli autostradali, risalente al 1804-05, è ancora visibile intero all'incrocio con la strada diretta a Colne. La casa di pedaggio è stata restaurata negli anni 1980 ed è di proprietà del trust che opera nelle vicinanze di Pendle Heritage Centre. Barrowford si trova a circa un miglio dal Leeds e Liverpool Canal, e una serie di sette chiuse porta alla sezione più alta del canale tra Barrowford e Barnoldswick. A circa un miglio dalle chiuse verso Leeds si trova il  Foulridge Tunnel conosciuto localmente come mile tunnel. Il ponte per cavalli da soma vicino a Higherford Mill è il più antico di Barrowford e risale alla fine del XVI secolo. Precedentemente si trovava lungo la vecchia strada principale diretta a Gisburn, ora sostituita dall'autostrada costruita nel 1804. Nel settembre 2006 il mulino è stato descritto nel programma della BBC Restoration.
Il villaggio dispone di una moderna Chiesa anglicana (St Thomas') costruita per sostituire l'originale chiesa del 1839 che bruciò nel 1964. La scuola primaria di St Thomas è stata recentemente spostata dalla sua sede vittoriana a un nuovo edificio accanto alla chiesa.
Il villaggio ha due fiumi. Il Pendle Water scorre attraverso la città e spesso si vedono delle trote. L'altro fiume è il Colne Water, che si unisce al Pendle Water dietro il sito del mulino di cotone Samuel Holden, ora demolito, e scorre lungo la brughiera fino alla cittadina di Colne.

## Patrimonio industriale
Barrowford è stato un centro di produzione tessile almeno dal XVI secolo, quando un mulino per la follatura è registrato nel villaggio. Fino al tardo XVIII secolo, la fabbricazione di panni di lana restò il settore più importante, ma nel 1780 il mulino fu ricostruito da Abraham Hargreaves come filanda di cotone. Era alimentato da una ruota idraulica ed alimentato da acqua prelevata presso la diga lungo il Pendle Water. Dove c'era il serbatoio del mulino c'è ora un laghetto ornamentale nel Barrowford Park, mentre i resti del mulino sopravvivono nell'angolo del giochi vicino al parco. Per i successivi 50 anni, i panni di cotone furono tessuti in molti cottage di tessitori artigianali, che possono essere ancora visti lungo la strada principale che attraversa il villaggio.
Quando, negli anni 1820, furono introdotti i telai a motore nel nord-est del Lancashire, la tessitura divenne gradualmente un'industria di fabbrica e la produzione fu spostata dalle case ai massicci capannoni per la tessitura che cominciarono a essere costruito. Fino a poco tempo fa, uno degli ultimi esempi di filiera poteva essere visto presso la East Lancashire Towel Company, ma l'azienda – che produce ancora i tradizionali asciugamani di spugna nelle filiere del Lancashire – si trasferì presso la sede di Nelson e poi cessò la produzione nel Regno Unito. Il sito dell'ex-mulino sta venendo riqualificato da una locale catena di supermercati. Un altro capannone per la tessitura a Higherford Mill è stato convertito in un laboratorio di artisti. Negli anni 1860, il villaggio dipese pesantemente dai cotonifici per l'occupazione e durante la Guerra civile americana fu gravemente colpito dalla Carestia del cotone, insieme al resto del Lancashire. Il muro lungo il fiume di fronte al parco di Barrowford fu costruito durante questo periodo per fornire lavoro ai tessitori disoccupati - la pietra miliare che sporge dalla parete è datata al 1866. Tuttavia rimane ben poco del passato industriale di Barrowford, e il villaggio è oggi un centro turistico e sede di pendolari che lavorano in tutta la Contea.

## Media locali
Il quotidiano Lancashire Telegraph copre Barrowford nelle sue edizioni di Burnley, Pendle e Rossendale. Il Nelson Leader, pubblicazione settimanale, copre anche Barrowford.